# 小行星1252
小行星1252（1252 Celestia）是一颗绕太阳运转的小行星，为主小行星带小行星。该小行星于1933年2月19日发现。
該小行星以發現者弗雷德·惠普爾的母親賽蕾絲蒂亞·惠普爾（Celestia Whipple）命名。

## 轨道参数
小行星1252的轨道半长轴为2.6957305 AU，离心率为0.204。